# Phaloria ikonnikovi
Phaloria ikonnikovi är en insektsart som beskrevs av Andrej Vasiljevitj Gorochov 1996. Phaloria ikonnikovi ingår i släktet Phaloria och familjen syrsor. Inga underarter finns listade i Catalogue of Life.